# Morgan Amalfitano
Morgan Amalfitano (Nice, 20 de março de 1985) é um futebolista francês que atua como meia.Atualmente Joga Pela Atalanta.

## Carreira
Amalfitano começou a carreira no Cannes.